# Туареги
Туаре́ги (самоназви різними туарезькими мовами: ⵎⵂⵗ, імошаг; ⵎⵛⵗⵏ, імашеган; ⵎ‌ⵊⵗⵏ, імажеган) — один із корінних народів Північної Африки, що живе в пустельних районах Центральної Сахари в межах Алжиру, Лівії, Малі, Нігеру, Нігерії, Буркіна-Фасо, куди були витіснені в епоху арабських завоювань з північніших областей Африки. Загальна чисельність за оцінкою 1973 року становила близько 1 млн осіб, у 2010 їх чисельність приблизно дорівнювала 5,2 млн. Туарезькі мови належать до числа берберських мов. За релігією — мусульмани-суніти. Основне заняття — кочове скотарство (кози, верблюди, на півдні — зебу). Під час їжі туареги, на відміну від більшості мусульманських народів, користуються ложками, що характерно лише для них.
Найбільші групи племен — кель-ахагар в Алжирі, кель-аджер в Алжирі та Лівії, іфорас у Малі, кель-антесар у Малі, юлеміден (кель-атарам в Малі та кель-дінік у Нігері), кель-аїр у Нігері, кель-грес у Нігері та Нігерії, кель-увей в Нігері, удалан в Буркіна-Фасо.

## Мова
Туарезькі мови (зокрема, тамашек) відносяться до берберських мов, хоча туареги культурно сильно відрізняються від берберів Атлаських гір.
Для запису туарезьких мов використовують латиницю, арабицю або тифінаг — писемність, що походить від давнього лівійського письма. Зазвичай туареги використовують старовинний різновид писемності, що відрізняється від сучасного стандарту відсутністю голосних літер.
Чоловіки традиційно користувалися арабською абеткою, а жінки — тифінагом. У XX столітті у низці країн для туарезьких мов були введені офіційні системи писемності на основі латиниці.

## Історія
Згідно з власною легендою, споконвічним розселенням туарегів був острів в Атлантичному океані, і після його зникнення вціліли лише торговці, які перебували в той момент в портових містах Північної Африки.
Є легенда про походження народу туарегів. Згідно з нею, до них з Марокко прийшла «праматір» Тін-Хіна на білому верблюді зі своєю служницею Такамат. Невідомо як вони дісталися до Ахаггара, тут Тін-Хіна стала царицею. Численні шанувальники приїжджали до неї, потім вона їх убивала. Цариця і служниця народжували дітей, поклавши початок роду туарегів. Від Тін-Хіна пішло шляхетне плем'я, а від служниці — плем'я васалів.
У 1925 році в районі стародавнього укріплення Абалесси в Ахаггарі знайшли поховання заможної жінки. Багато туарегів вірять, що це саме Тін-Хіна.

### Середньовіччя

Район основного проживання туарегів

В 11 столітті арабські завойовники вдерлися на територію розселення туарегів у Північній Африці, знову змістивши ареал проживання туарегів у західному напрямку. У цей період туареги зазнали ісламізації та арабізації.
Туареги були зайняті в транссахарській торгівлі, створили кілька державних утворень, такі як султанат Агадес; контролювали важливі перевалочні торговельні пункти, наприклад Такедда.

### Колоніальна епоха
За часів колоніальної ери туареги були включені у Французьку Західну Африку. На відміну від багатьох інших народів туареги протягом довгого часу чинили опір новій владі. Так, наприклад, колоніальна влада в колонії Нігер змогла підкорити туарезькі племена тільки в 1923 р. Французька колоніальна влада керувала туарегами через кланових ватажків, намагаючись використати міжкланові суперечності.

### Постколоніальний період
У результаті колоніального правління Франції туареги втратили можливість домінувати над осілими хліборобами. Ця причина, а також відсторонення від політики іншими етнічними групами, погіршення економічного становища в результаті посух 1970—1980-х рр. призвели до відкритого збройного опору в Нігері, Алжирі та Малі.
Туареги виступили за створення держави Азавад.
Зростанню напруженості на півночі Нігера сприяв інцидент у місті Чин-Табарадене в 1990 році.

## Суспільне життя

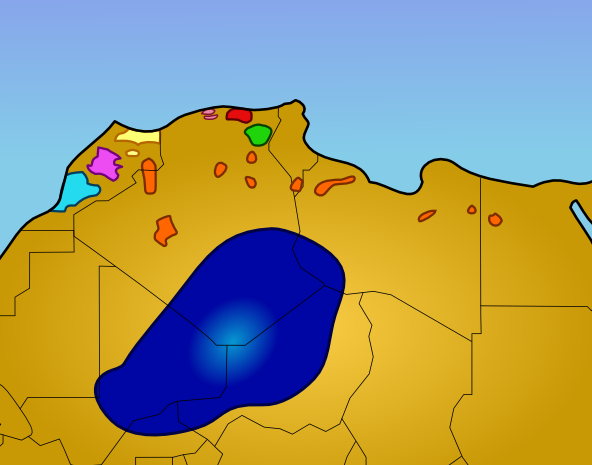
Територія поширення носіїв туарезьких мов у Західній та Північній Африці

Об'єднання туарегів носило характер конфедерації. Населення було чітко структуроване за соціальною ієрархією, поділене на племена і клани, підлеглі панівному племені воїнів — «імхар», назва якого давало ім'я всієї конфедерації. Крім імхар, були васальні племена і групи (громади, клани, сім'ї) невільного населення, нижчі касти. На чолі конфедерації стояв «аменокал» — виборна особа зі складу аристократичного імхарського племені. При виборі аменокала враховувалися як особисті якості кандидата, так і походження по лінії матері — старшою з сестер аристократичної родини. Мати аменокала користувалася особливим авторитетом і владою, мала право вето на будь-які рішення сина.

### Імхари
Панівний клан — шляхетна каста воїнів «імхар», які, власне кажучи, шляхом завоювань та асиміляції й утворили колись конфедерацію туарегів.
За своїм антропологічного типу імхари — найбільш європеоїдна з племен та кастових груп туарезького суспільства. Прийшовши до Африки, завдяки досконалішій військовій техніці та військовій організації, використанню верблюдів (яких не було у корінного населення), а також іншим досягнень культури (у тому числі — писемності), войовничі і більш цивілізовані імхари досягли привілейованого становища серед місцевих племен. Вони зневажають фізичну працю, яка принижує їхню гідність.

### Імради
Друга найчисленніша група туарезького суспільства називається «імради» (імгади, амгіди). Їх прийнято вважати васалами імхарів. За чисельністю імрадів у 5-8 разів більше, ніж імхарів. Антропологічно вони схожі на ефіопів, вони темношкірі, низькорослі, волосся сильно хвилясте, але вони відрізняються і від негроїдів. Основним заняттям імрадів було, та багато в чому і залишається, розведення дрібної рогатої худоби та віслюків. Потрапивши в підпорядкування імхарів, вони стали розводити і знаменитих туарезьких білих верблюдів. Кожному імхарскому клану було підпорядковано кілька імрадських, які платили данину козами, а також безоплатно надавали верблюдів імхарам у тимчасове користування коли це було потрібно.
Після того як у колоніальну добу імхари значною мірою були позбавлені своєї влади, племена імрадів стали більш автономними, на правобережжі річки Нігер вони навіть утворили власні конфедерації. Імради краще адаптуються до нових економічних і соціально-політичних умов і формують зараз заможну частину туарезького суспільства.

### Інеслемени
Релігійна каста. У туарезькому суспільстві релігія є свого роду ремеслом. Інеслемени вважалися спеціалістами з ісламу і завдяки цьому користувалися великою повагою в суспільстві. Вони виконували роль духовних наставників, з числа інеслеменів вибиралися судді. За своїм впливом у традиційному туарезькому суспільстві вони поступалися лише імхарам. До числа інеслеменів належить плем'я кель-антесар, яке утворило власну конфедерацію і є найвпливовішим в області Томбукту.

### Іклани
У громадах імхарів та імрадів сім'ями жили «Ікла» — негроїди, нащадки чорношкірих рабів, свого часу захоплених у полон під час набігів на землеробські райони на півдні. Іклани в основному пасли верблюдів і дрібну рогату худобу, що належала їхнім панам. Вони перебували на становищі кріпаків або рабів і не мали особистої свободи. В туарезькому суспільстві рабство було сімейним, іклани не утворювали окремих громад. Іноді туареги відпускали своїх рабів на свободу, тоді ті із застосуванням зрошення вирощували в оазах фінікові пальми, просо, баштанні культури, а частину врожаю віддавали імхарам. Ці групи звалися «харатінами». За антропологічним типом харатіни також схожі на ефіопів.
Серед південних груп туарегів іклани становили більшість. У колоніальний і постколоніальний період рабство було скасоване, іклани отримали свободу. Проте традиційні зв'язки між рабами та їхніми панами були настільки міцними, що вони продовжували функціювати й надалі. Іклани продовжували жити поруч зі своїми колишніми хазяями й віддавати їм частину своїх продуктів. Змінилася лише назва, принизливий термін «іклан» тепер не використовується, його змінили терміни «бела» і «бузу», відповідно сонгайського і гаусанського походження.

### Інадени
Поза межами ієрархічної структури перебувала каста ковалів — «інадени» («енадени»), в широкому значенні — ремісників. Вони були особисто вільними, виготовляли зброю і інші залізні, а також дерев'яні вироби традиційного побуту туарегів за тисячолітніми технологіями, рецептами і канонами. Вони були загально зневажувані через те, що їхня праця вважалася «нечистою». Водночас інаденів боялися й поважали, адже вони приборкували вогонь і, як вважалося, володіли магією.

## Синій народ

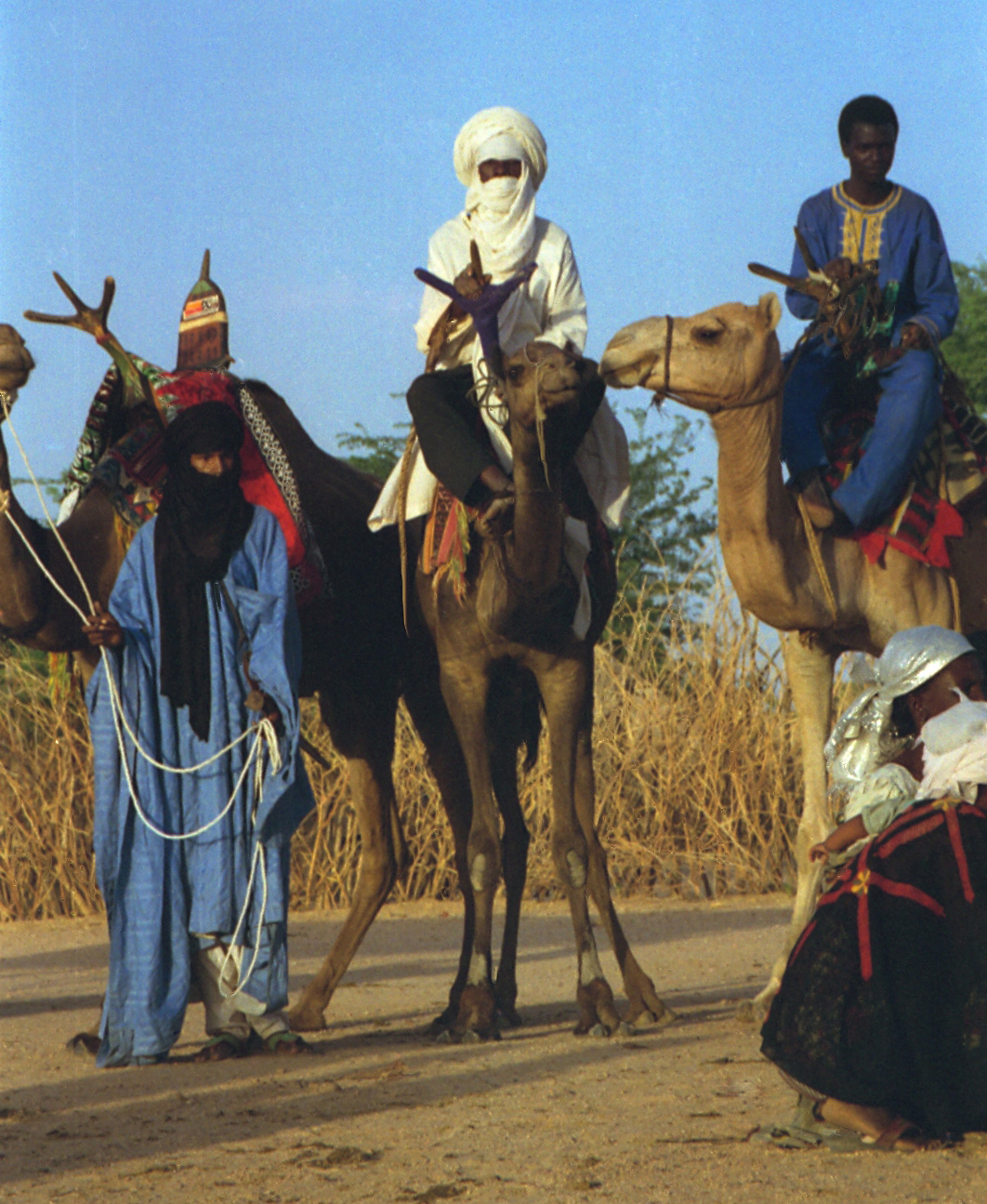
Туареги-чоловіки

В одязі туареги надають перевагу синьому кольору, який отримують з барвника індиго. Причому фарбою цієї вони одяг не просочують (воду економлять), а забивають її камінням. Тому при носінні фарба осипається, потрапляє на тіло і фарбує його, за що туарегів прозвали «синіми людьми» (саме синіми, а не блакитними). Самі туареги з цього приводу стверджують, що фарба на тілі затримує вологу, що дозволяє пити менше.

## Матріархальні традиції
Туареги — єдиний у світі народ, у якого не жінки, а чоловіки закривають обличчя пов'язкою-покривалом, через що вони й споріднені з ними племена називають їх «тагельмуст» — народ покривала. Досі юнак, що досяг зрілості, отримує на знак цього від батька дві речі — двосічний меч і покривало на обличчя. З'явитися на людях без такої пов'язки вважається верхом непристойності, як у нас — голим. Пов'язку не знімають навіть вдома, під час їжі і сну.
Шляхетні жінки у туарегів мають високий статус. Саме вони володіють землями і сімейними цінностями, і тільки вони мають право на розлучення. Будинок туарегів називають за іменем господині, оскільки вона головує в родині. У разі розлучення чоловік іде з будинку, залишаючи там дружину і дітей. Чоловік може підвищити свій статус, одружившись з жінкою з вищої соціальної верстви. Але при цьому він сам повинен бути знатного роду. Жінки самі вибирають собі чоловіка.